# Dicerca lurida
Dicerca lurida är en skalbaggsart som först beskrevs av Fabricius 1775.  Dicerca lurida ingår i släktet Dicerca och familjen praktbaggar. Inga underarter finns listade i Catalogue of Life.